# Lődi Virág
Lődi Virág (Budapest, 1990. május 5. –) pedagógus, médiaművész, kritikai pedagógiával és vizuális neveléssel foglalkozó kutató és kurátor. 

## Élete és munkássága
Lődi Virág a Moholy-Nagy Művészeti Egyetemen kezdte felsőfokú tanulmányait Design és Művészetelmélet szakon, majd ugyanitt a Media Design és Vizuális pedagógia szakokat is elvégezte. Fél évig tanult Marseille-ben az École supérieure d’art et de design Marseille-Méditerranée hallgatójaként. Mester diplomájának megszerzése után sikeresen felvételizett a Magyar Képzőművészeti Egyetem doktori (Dl.a.) programjára. Jelenleg a Budai Rajziskola oktatója és a Moholy Nagy Művészeti Egyetemnek végez kutatásokat a progresszív művészeti nevelés közoktatásba való integrálhatóságáról. 2017 és 2020 között a Fiatal Képzőművészek Stúdiója Egyesület elnöke.

### Kutatási területe
Tanulmányainak korai szakaszától kezdve a kultúrához való egyenlőtlen hozzáférés, a művészeti szcéna exkluzivitása és a művészet és kultúra társadalmi egyenlősítő funkciója érdekelte. Tömegbiztosítás (2013) című kiállítása a köztér kreatív és egyenlő újrahasznosításáról, elfoglalásáról szólt. Diploma kiállítása az Önkényes mintavétel (2015) azt vizsgálta, hogy a fiatal budapesti kulturális munkások milyen osztálypálya eredményeképpen kerülnek a szcénába, milyen nyomások és bizonytalanságok határozzák meg a karrierjüket és hogyan látják a jövőbeli lehetőségmezőjüket. A kiállítás kvázi-etnográfiai módszertannal dolgozott, az anyag magját interjúk képezték amelyek alapján a művész vizualizálta és összehasonlította a különböző életutakat. A kiállításhoz kapcsolódott a Helyzet Műhely kritikai társadalomtudományos műhellyel közösen szervezett workshop, amelynek célja az elemzés reális politikai cselekvéssé transzformálása volt. Munkája során a pedagógiában találta meg azt a felületet, ahol közbe lehet avatkozni a társadalmi egyenlőtlenségek újratermelésének megállítása érdekében. Későbbi munkáiban a pedagógia, művészet, politika és egyenlőtlenségek viszonyát kezdte el vizsgálni

Vizuális pedagógia szakdolgozatában a késő szocializmus ellenzéki pedagógiai kísérleteit dolgozta fel. Sinkó István és Rév István Városmajor utcai Általános Iskolában szervezett szakkörét és Forgács Péter Leiningen utcai Általános Iskolában tartott rajz óráját kutatta. A szakdolgozatot a Magyar Pedagógiai Társaság könyvként megjelentette. A 2017-es OFF-Biennále Budapest keretében Lődi Virág a könyv tartalmát kiállítás formában jelenítette meg. A történeti kutatás a Der Punkt galériában a jelenkori pedagógiai kísérletek és fiatal szakemberek véleményének, küzdelmeinek bemutatásával bővült.  
A tárlat belső narratíváját meghatározó előképkeresés, mintavétel, állásfoglalás hármas íve vélhetően Lődi Virág kettős szerepköréből fakadt, aki egyszerre gyakorló tanár és művész (ráadásul a Pedagógiai partizánakció(k) rendezése kapcsán klasszikusan kurátori feladatokat is vállalt). – Salamon Júlia
Ugyanebben az évben egy művész kollektíva tagjaként a munkásmozgalmi harchoz kötődő kulturális termelés múltját és lehetőségeit boncolgató kiállítás szervezésében vett részt, amely a Vasas Szakszervezeti Szövetség székházában valósult meg.

### Kiállításai
- 2013, Budapest, A38, Megmaradás törvénye, kurátor (kiállító művészek: Bognár Benedek, Gink-Miszlivetz Sára, Hódi Csilla, Kocsi Olga (Holy Olga), Kontor Enikő, Pozsonyi-Izsó Andrea, Schnabel Zita, Jelena Viskovic – Páll Tamás)[13]
- 2013, Budapest, Backstage Gallery, Akvárium Club, Tömegbiztosítás, kurátor (Szarvas Mártonnal közösen (kiállító művészek: Bognár Benedek és Simon Zsuzsanna, Csüllögh András, Erhardt Miklós, Hory Gergely, Kefenef, KissPál Szabolcs, Koronczi Endre, Szacsva y Pál))[14]
- 2013, Budapest, Labor Galéria, Elméleti Hozadék, szervező, koordinátor[15]
- 2014, Budapest, A38, Fény-Test-Kép, szervező, koordinátor[16]
- 2015, Budapest, Labor Galéria, Önkényes mintavétel, művész[5]
- 2015, Budapest, Stúdió Galéria, Bibliográfia, művész[17]
- 2017, Budapest, Der Punkt Galéria, OFF-Biennále Budapest, Pedagógiai partizánakció(k), kurátor, művész[9]
- 2017, Budapest, Vasas Szakszervezeti Szövetség székháza,  OFF-Biennále Budapest, Könyvbarátság, kurátor[11]

### Publikációi
Pedagógiai Partizánakciók (Budapest-Szekszárd, Magyar Pedagógiai Társaság, 2016, ISBN 978-963-7123-47-4)